# Dwadzieścia cztery kosy
Dwadzieścia cztery kosy (ang. Four and Twenty Blackbirds) – jedno z opowiadań autorstwa Agathy Christie. Występuje w nim detektyw Herkules Poirot. Opowiadanie należy do cyklu „Tajemnica gwiazdkowego puddingu”.
W pewnej restauracji Herkulesowi opowiadają o dziwnym kliencie, który zawsze odwiedza tę restaurację w środy i soboty, ale jeden raz niespodziewanie przyszedł w poniedziałek i zamówił zupełnie inne dania, niż zazwyczaj. Po jakimś czasie pojawia się informacja o śmierci tego właśnie klienta. Poirot dochodzi do wniosku, że ta sprawa potrzebuje zbadania.